# آلمان در المپیک تابستانی ۱۹۰۴
آلمان در بازی‌های المپیک تابستانی ۱۹۰۴ که در شهر سنت لوییس ایالات متحده آمریکا برگزار شد، کاروان آلمان با ۱۸ ورزشکار در این رقابت‌ها شرکت کرد و موفق به کسب ۱۳ مدال (۴ طلا، ۴ نقره، ۵ برنز) شد. در جدول رتبه‌بندی توزیع مدال‌ها، آلمان در ردهٔ ۲ مسابقات قرار گرفت.